# マリエトア・ヒンガノ
マリエトア・ヒンガノ（Malietoa Hingano、1992年1月27日 - ）は、プロD2、USブレッサンヌに所属するラグビー選手。

## プロフィール
- オーストラリア・マンリー出身。
- ポジションはセンター(CTB)。
- 身長 180cm、体重 95kg
- ニックネームはMalio。
- U20オーストラリア代表に選ばれたことがある[1]。
- トンガ代表キャップは7（2020年9月現在）でラグビーワールドカップ2019のトンガ代表に選ばれた[2]。

## 来歴
セントオーゴスティンカレッジ、マンリー・マーリンズ、シドニー・レイズ、ラ・ロシェルを経て、2016年、Honda HEATに加入。同年9月10日に行われたジャパンラグビートップリーグ第3節のトヨタ自動車ヴェルブリッツ戦に先発出場で日本での公式戦初出場を果たした。
2018年、Honda Heatを退団後、スタッド・フランセを経て、2019年、バイヨンヌに加入。
2021年、ブール＝カン＝ブレスに加入。